# 박사 (관직)
박사(博士)는 고대에서 교육을 맡아 보던 관직이다. 진나라에서 때 박식한 인물들을 두어 학문을 맡게 한 것에서 시작되었다.